# Palm Islands

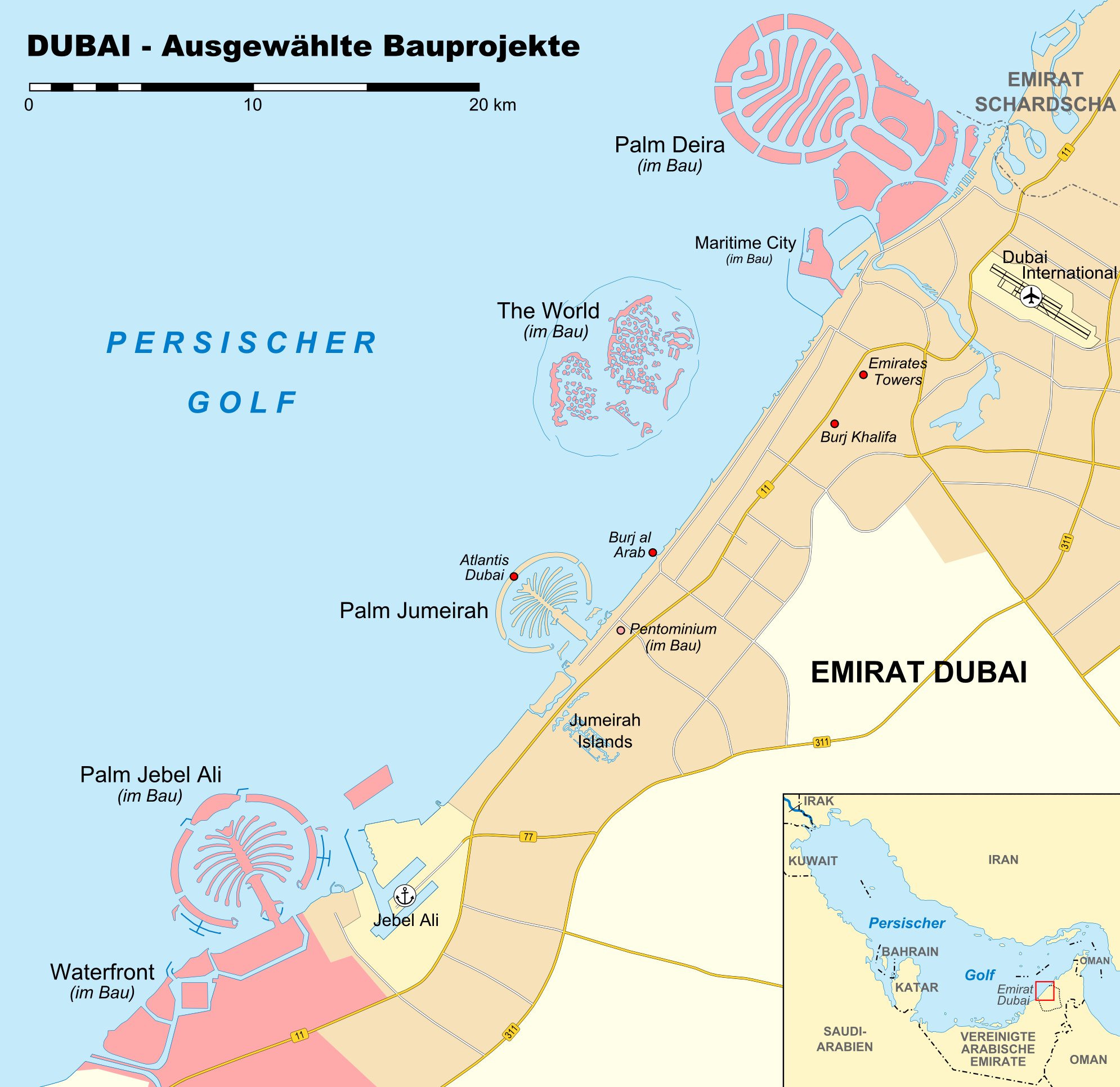
Bauprojekte in Dubai, Stand Januar 2010

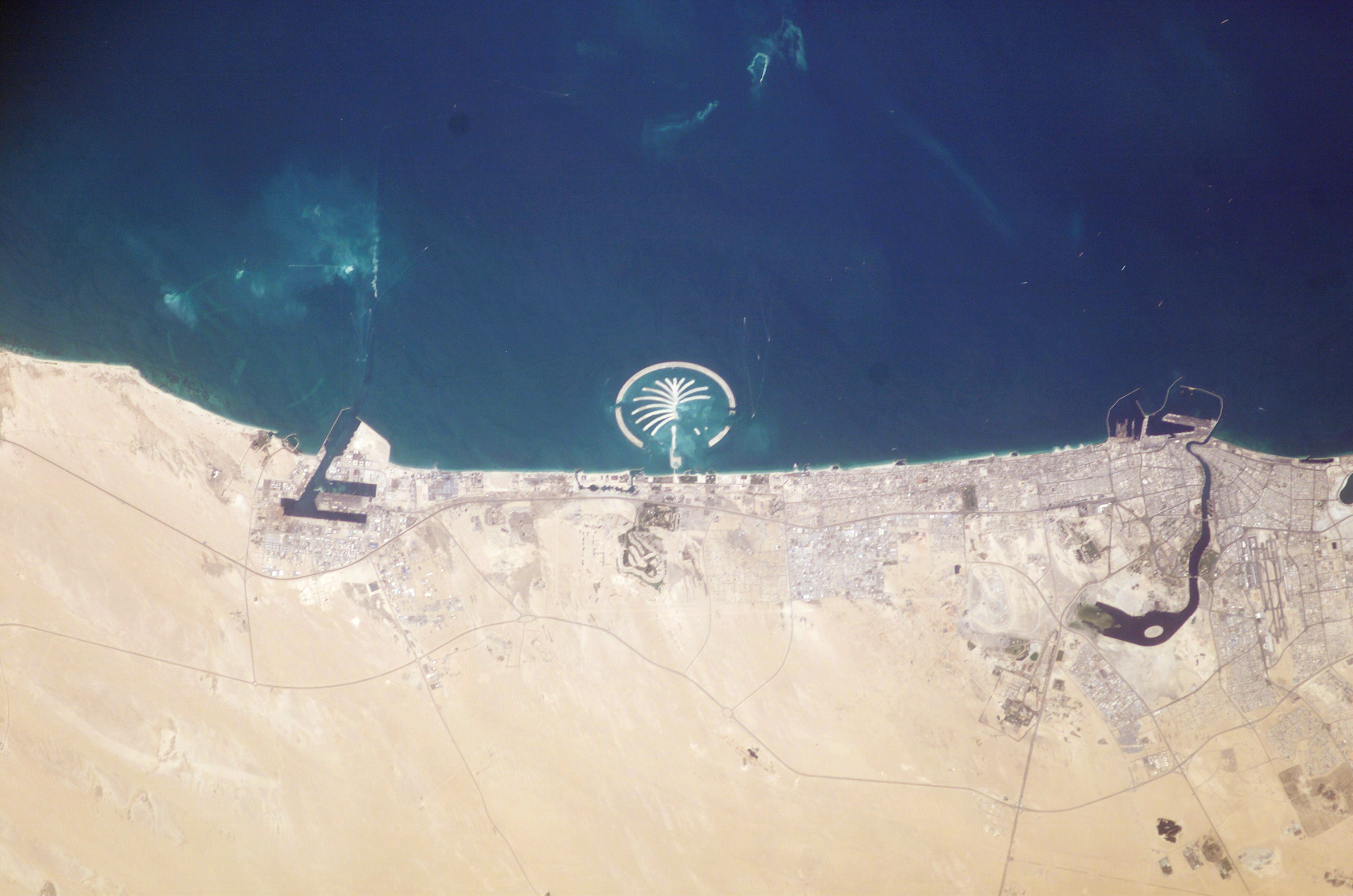
Küstenregion bei Dubai im Jahr 2003 mit der noch unvollendeten „The Palm, Jumeirah“ und noch ohne „The Palm, Jebel Ali“ und The World (Aufnahme von der ISS)

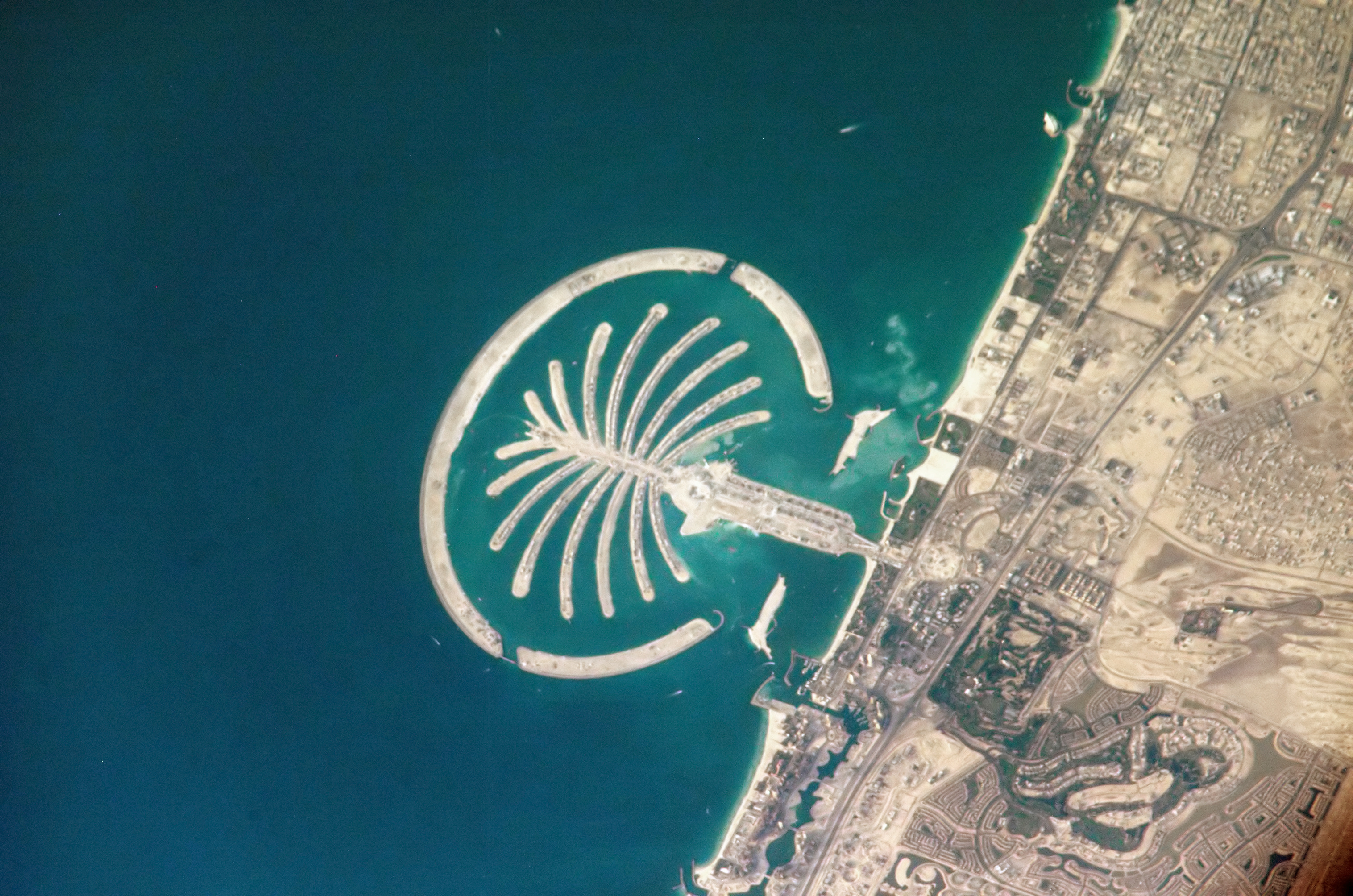
Aufnahme von der ISS im Jahr 2005

Palm Islands (engl. für Palmeninseln; arabisch جزر النخيل, DMG Ǧuzur an-Naḫīl) sind zwei (ursprünglich drei) künstliche Inselgruppen („The Palm, Jebel Ali“ und „The Palm, Jumeirah“), die seit 2001 in Dubai, Vereinigte Arabische Emirate, gebaut werden. Bislang ist nur „The Palm, Jumeirah“ bebaut und befahrbar, bei „The Palm, Jebel Ali“ ist bisher nur die Landgewinnung abgeschlossen und die ursprünglich geplante dritte Inselgruppe „The Palm, Deira“ wurde während der Landgewinnung eingestellt und in eine kleinere Inselgruppe umgestaltet (Deira Islands).
Jede der beiden Inselgruppen wurde in Form einer Palme angelegt. Der „Palmenstamm“ ist bei den Projekten „Jebel Ali“ und „Jumeirah“ 5 bzw. 4 km lang. Diese Projekte sind möglich, weil der Persische Golf ein Schelf- oder Epikontinentalmeer mit einer vergleichsweise geringen durchschnittlichen Wassertiefe ist. Die Inseln bestehen mindestens aus rund 100 Millionen Kubikmeter Fels und durch ein spezielles Rüttelverfahren verdichtetem Meeressand. Allein „The Palm, Jumeirah“ verlängert die Küstenlinie Dubais um ca. 100 km.
Beide Palm Islands sind im Besitz von Nakheel, der staatseigenen Entwicklungs- und Baugesellschaft. Der Gründer der Kabul Bank, Sherkhan Farnud, investierte etwa 160 Millionen Dollar in 35 Luxusvillen auf den Inseln.

## Palm Jumeirah

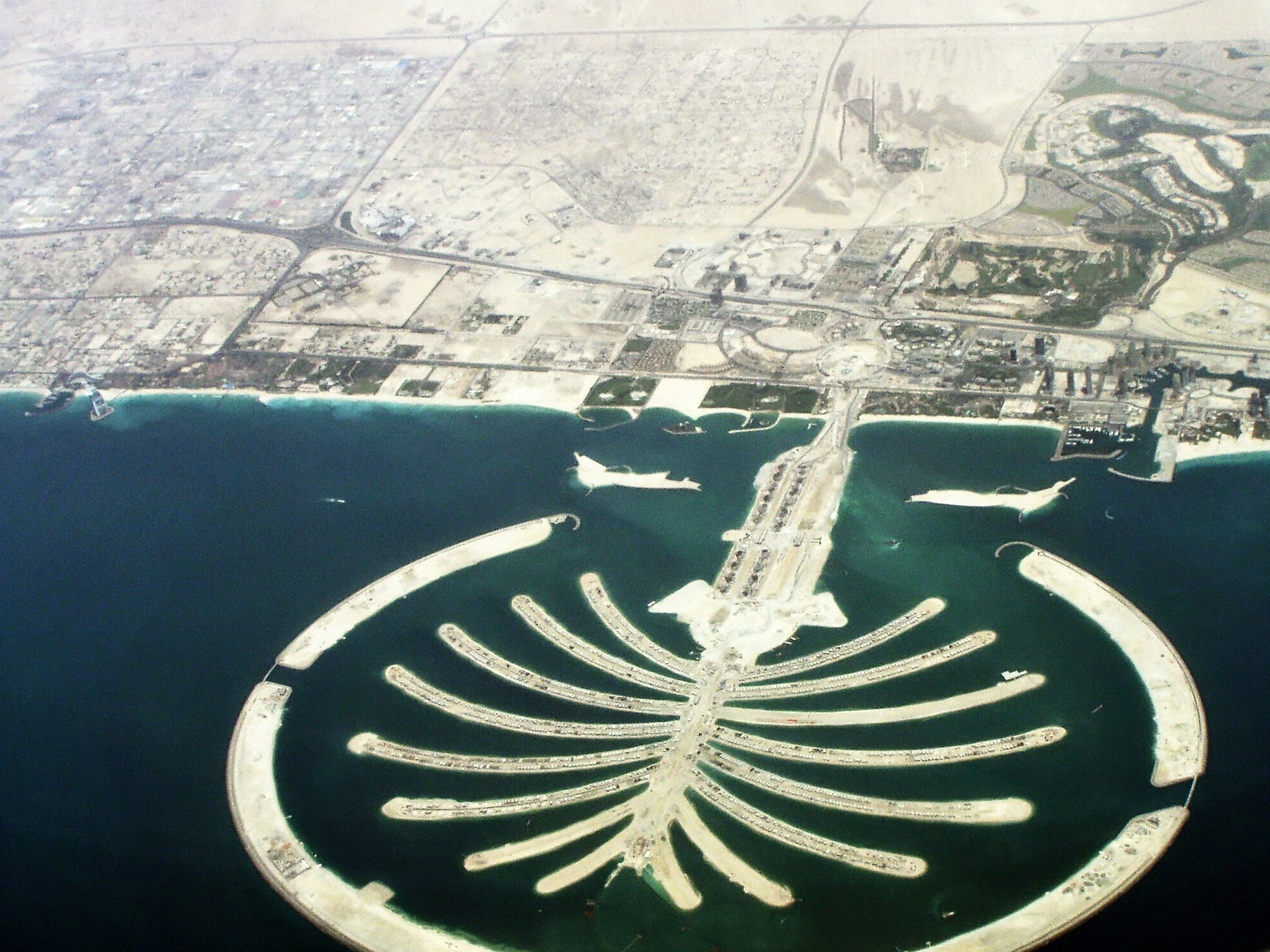
Schrägluftbild des Stadtteils Jumeirah mit den Palm Islands

### Lage, Form und Größe der Inseln
„The Palm, Jumeirah“ ⊙, die 2001 als erste begonnene und mittlerweile dicht bebaute Inselgruppe, liegt vor der Küste des Dubaier Stadtteils Jumeirah zwischen dem Hafen Jebel Ali und dem Zentrum von Dubai. Palm Jumeirah ist 560 Hektar groß und besteht aus drei Abschnitten: dem „Stamm“ („The Trunk“), den „Palmenwedeln“ („The Fronds“) und dem sie umgebenden „Sichelmond“ („The Crescent“) zum Schutz gegen Sturmfluten. Der ca. 4 km lange und 600 Meter breite „Stamm“ und die 16 „Palmenwedel“ sind miteinander verbunden und bilden zusammen eine Insel. Der im Südosten befindliche Fußpunkt der Palme ist über eine ca. 300 m lange Brücke mit dem Festland verbunden. Links und rechts des Stammes befinden sich die beiden Logo Islands.
Am nordwestlichen Ende ist die palmenförmige Hauptinsel mit dem fast 12 km langen Außenring über einen rund 800 m langen Unterseetunnel verbunden. Auf dem Außenring befindet sich der fast 50 Hektar große Resort- und Vergnügungskomplex Atlantis, The Palm und weitere Resorts. Die Besucher können u. a. mit der seit 2009 fahrenden Dubai Monorail z. T. anreisen.

### Technische und bauliche Umsetzung
Insgesamt wurden schätzungsweise 200 Millionen Kubikmeter Sand und Steine für die Aufschüttung benötigt. Die Erdbauarbeiten führten die niederländischen Firmen Royal Boskalis Westminster und Van Oord aus. Spezialnährstoffe sollen das Wachstum unter Wasser anregen, um seltene Fische anzulocken, um die ökologischen Schäden zu kompensieren und das Tauchen attraktiver zu gestalten.
Diverse Probleme verkomplizierten und verzögerten die Fertigstellung der palmenförmigen Insel. So musste der aufgeschüttete Sand mit riesigen Maschinen in Vibration versetzt werden, damit er sich verfestigt und später nicht nachgibt, ein der Natur abgeschauter Vorgang, der sonst Jahrzehnte dauern würde. Auch stellte sich heraus, dass die Wasserzirkulation innerhalb eines geschlossenen Wellenbrecherrings mit zu geringem Austausch nicht funktionierte, wodurch sich unerwünschte Algen bildeten und das Wasser verschmutzte. Das Problem konnte durch zwei neue seitlich angebrachte und überbrückte Lücken im Wellenbrecher behoben werden.

### Entwicklung und Vermarktung
Auf Palm Jumeirah wurden auf den schmalen Wedeln einige tausend Villen und Ferienhäuser gebaut, auf dem breiteren Stamm entstanden mehrere Wohnblocks und etwa 30 größere Hotels. Die Immobilien auf Palm Jumeirah unterscheiden sich thematisch und architektonisch; es sind Villen in mehreren internationalen Stilrichtungen zu erwerben.
Die Kosten für den rohen Bau der Insel werden mit 1,5 Milliarden US-Dollar beziffert. Die Gesamtkosten einschließlich aller Verkehrs- und Hochbauten lassen sich nur grob mit etwa 10 Milliarden US-Dollar veranschlagen. Bereits im Dezember 2006 waren die ersten Apartments im Bereich des „Stammes“ bezugsfertig; im November 2008 zelebrierte man die offizielle Eröffnungsfeier der Insel, die allein 20 Millionen US-Dollar kostete.

## Palm Jebel Ali

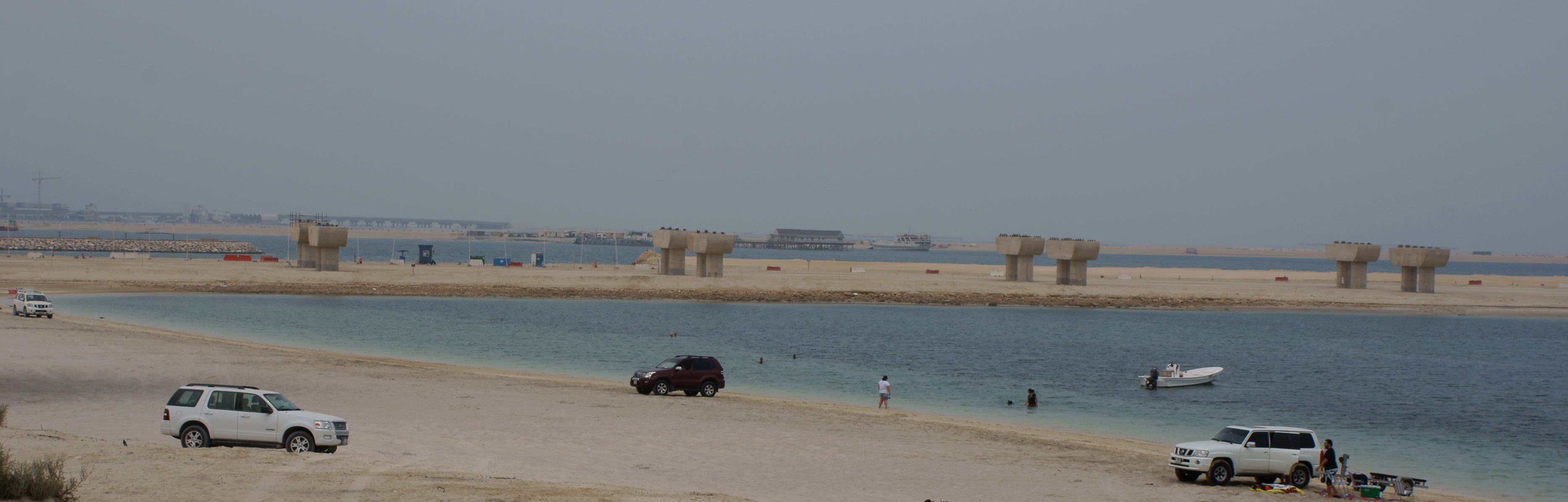
Errichtung der Straße auf die Palmeninsel Jebel Ali (Juli 2009)

„The Palm, Jebel Ali“ ⊙ befindet sich etwa 5 km südwestlich des Hafens Jebel Ali.
Baubeginn der Palm Jebel Ali war im Oktober 2002, die reine Landgewinnung wurde Anfang 2008 abgeschlossen. An die Insel wird nach derzeitigen Planungen später im Westen die Insel- und Planstadt Dubai Waterfront angrenzen, so dass Palm Jebel Ali der integrierte östliche Abschluss Dubai Waterfronts sein wird.
Aufgrund der finanziellen Schwierigkeiten der Baufirma Nakheel wurden die Bauarbeiten an der Palm Jebel Ali im Jahre 2009 eingestellt, obwohl alle Villen verkauft worden waren. Die Planungen werden aber langfristig fortgesetzt. Palm Jebel Ali soll nach der Fertigstellung Wohnraum für 250.000 Menschen bieten.

## Weitere künstliche Inseln in Dubai
- The World
- Jumeirah Islands (im Inland)

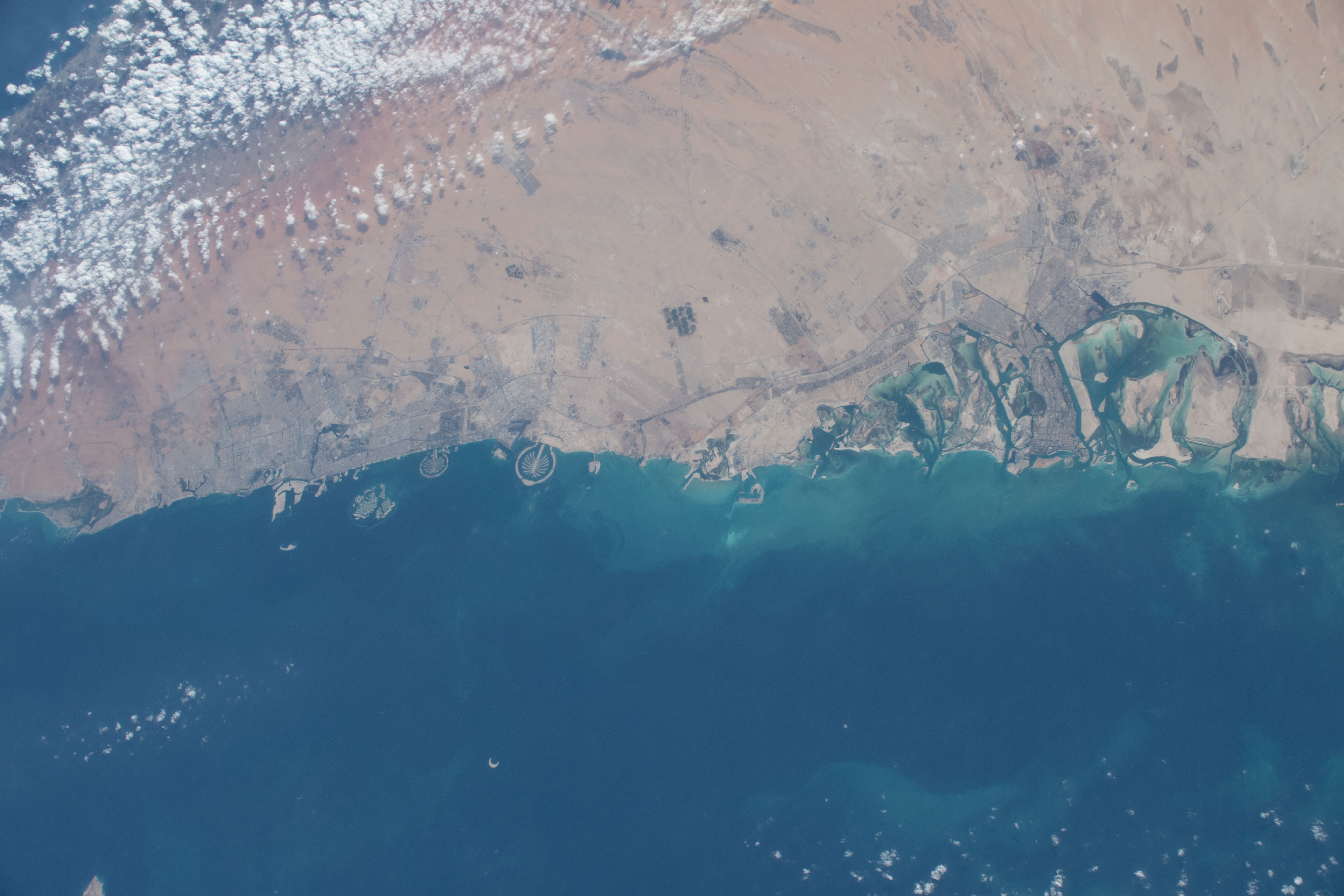
Küstenverlauf, Foto 2020

- The Universe (dieses Projekt wird z. Z. nicht weiter verfolgt)
- Dubai Waterfront (vorläufig eingestellt)

## Kritik, Probleme
Sowohl Umweltschützer als auch Investoren kritisieren die mangelnde Wasserzirkulation im Bereich der Inseln. Probleme traten nach der Errichtung der ersten Palme (Palm Jumeirah) durch die fehlende Wasserzirkulation zwischen den aufgeschütteten „Palmwedeln“ sowie der veränderten Wasserzirkulation entlang der nun abgeschnittenen Küstenlinie auf. Unterstützt durch die hohen Temperaturen in dieser Region kam es zu Algenbildung mit trübem Wasser. Dies versuchte man anschließend mit zusätzlichen Drainagen zu bekämpfen, was jedoch nur teilweise gelang. Zusätzlich unterbrach man den als Wellenbrecher gedachten Kreis um die Palme auf beiden Seiten, um durch die Gezeiten den Wasseraustausch zu verbessern.
Kritiker erwarten zudem Verkehrsprobleme, sobald die Palmeninseln voll besiedelt sind; so werden sich auf den nur 560 Hektar Fläche der Palm Jumeirah bei Vollauslastung aller Einrichtungen 50.000 bis 60.000 Menschen drängen. Das entspräche nahezu der Belastung von innerstädtischen Quartieren. Die Zu- und Abfahrt erfolgt jeweils über den Stamm der Palme, die im Früh- und Abendverkehr auch aufgrund der Einmündung in die Sheikh Zayed Road zu umfangreichen Staus führen könnte.
Weitere Kritik bezieht sich auf die mangelhafte Urbanität und den kaum vorhandenen öffentlichen Raum der Palm Jumeirah. So erscheint vielen Betrachtern die serielle Bebauung auf dem Stamm mit immer gleich aussehenden Apartmenthäusern als zu eintönig und die nur kurzen Durchblicke zur Küste als unzureichend. Die hochragende Bebauung sei zu sehr auf Geländenutzung konzentriert, es fehle jeder optische Reiz. Auch auf den einzelnen Palmblättern sei die private Grundstücksnutzung bis zum äußersten ausgereizt worden, und öffentlich erreichbare Punkte auf den meist mit Schranken abgetrennten Straßen sind nicht vorgesehen.